# Wojciech Rybicki
Wojciech Bolesław Rybicki (ur. 11 marca 1942 w Tomaszowie Lubelskim, zm. 9 czerwca 2019 w Tauzar) – polski kompozytor, pianista, poeta, inżynier chemik.

## Życiorys
Syn Edwarda i Antoniny. Urodził się 11 marca 1942 w Tomaszowie Lubelskim. W 1959 roku ukończył Liceum Ogólnokształcące Męskie w Sanoku oraz klasę fortepianu w Państwowej Szkole Muzycznej I stopnia. W czasie nauki w liceum występował jako pianista w zespole jazzowym. Został absolwentem Wydziału Chemii na Uniwersytecie Marie Curie Skłodowskie w Lublinie w 1966. Ukończył również studia podyplomowe na Politechnice Warszawskiej w 1988. Podczas studiów na UMCS kontynuował edukację muzyczną w klasie fortepianu w Średniej Szkole Muzycznej w Lublinie. W zawodzie inżyniera chemika pracował w latach 1966–2003 w kombinatach chemicznych w Puławach i od 1971 we Włocławku (Anwil). Za pracę w przemyśle chemicznym został odznaczony odznaczeniami państwowymi: Brązowym i Złotym Krzyżem Zasługi oraz srebrną odznaką „Zasłużony dla Przemysłu Chemicznego”.
Od 1999 komponował utwory klasyczne i rozrywkowe na fortepian. Począwszy od 2004 wydał w Wydawnictwie Muzycznym Contra w Warszawie (później w Nieporęcie) 290 kompozycji w 26 albumach nw. Od 2005 był wykonawcą własnych poetycko-muzycznych wieczorów autorskich w Szkołach Muzycznych I i II st., w Klubach i Domach Kultury w Polsce.
Udzielał się także jako literat. Wiele lat był członkiem Kujawskiego Stowarzyszenia Literatów i Pomorsko-Kujawskiego Związku Literatów we Włocławku. Napisał ponad 500 wierszy, wydanych w pięciu tomikach. Jego kolejne wiersze zostały opublikowane w wydawnictwach zbiorowych. Publikowane były w prasie regionalnej i miesięczniku Akant w Bydgoszczy.
Miał żonę Barbarą (także inżynier chemii) i dwoje dzieci: Elżbietę i Jacka. Zmarł nagle 9 czerwca 2019 w Tunezji, został pochowany na Cmentarzu Komunalnym w Mińsku Mazowieckim 26 czerwca 2019.

## Wydania muzyczne – utwory fortepianowe
- 26 Mazurków na fortepian, Wydawnictwo Muzyczne Contra, Warszawa 2004, ISBN 83-7215-332-9
- Walce na fortepian – zeszyt 1, Wydawnictwo Muzyczne Contra, Warszawa 2005, ISBN 83-7215-353-1
- Włocławskie opowieści – miniatura na fortepian, Wydawnictwo Muzyczne Contra, Warszawa 2005, ISBN 83-7215-338-8
- Walce na fortepian – zeszyt 2, Wydawnictwo Muzyczne Contra, Warszawa 2006, ISBN 83-7215-364-7
- 26 Preludiów na fortepian, Wydawnictwo Muzyczne Contra, Warszawa 2006, ISBN 83-7215-380-9
- Tanga na fortepian, Wydawnictwo Muzyczne Contra, Warszawa 2007, ISBN 83-7215-411-2
- Miłości dzban-Tanga, Wydawnictwo Muzyczne Contra, Warszawa 2007, ISBN 83-7215-433-3
- Etiudy na fortepian, Wydawnictwo Muzyczne Contra, Warszawa 2008, ISBN 83-7215-477-5
- 20 Kujawiaków na fortepian, Wydawnictwo Muzyczne Contra, Warszawa 2008, ISBN 83-7215-449-X
- Sanockie Impresje – miniatura na fortepian, Wydawnictwo Muzyczne Contra, Warszawa 2008, ISBN 83-7215-493-7
- 10 Oberków na fortepian, Wydawnictwo Muzyczne Contra, Nieporęt 2008, ISBN 83-7215-492-9
- 10 Polek na fortepian, Wydawnictwo Muzyczne Contra, Nieporęt 2009, ISBN 83-7215-511-9
- Boże Narodzenie. Najpiękniejszy czas – kolędy, Wydawnictwo Muzyczne Contra, Warszawa 2009, ISBN 83-7215-542-9
- 10 Marszów na fortepian – wyd. 2010, ISBN 83-7215-572-0;
- Miniatura Lubelskie wspomnienia – walc boston – wyd. 2010, ISBN 83-7215-573-9;
- Muzyczne rytmy – utwory na fortepian – Wydawnictwo Muzyczne Contra, 2010, ISBN 83-7215-581-X
- Puławskie fascynacje – miniatura – Wydawnictwo Muzyczne Contra, 2011, ISBN 83-7215-600-X
- Fantazja h-moll – miniatura, Wydawnictwo Muzyczne Contra, Nieporęt 2011, ISBN 83-7215-614-X
- Sonata F-dur, Wydawnictwo Muzyczne Contra, Nieporęt 2011, ISBN 83-7215-617-4
- Ballada – miniatury na fortepian, Wydawnictwo Muzyczne Contra, Nieporęt 2011, ISBN 83-7215-639-5
- Ballada alchemiczna, Wydawnictwo Muzyczne Contra, Nieporęt 2012, ISBN 83-7215-651-4
- Mazurkowy ogród – 16 mazurków na fortepian, Wydawnictwo Muzyczne Contra, Nieporęt 2012, ISBN 83-7215-658-1
- Rytmy Ameryk – tańce na fortepian, Wydawnictwo Muzyczne Contra, Nieporęt 2012, ISBN 83-7215-682-4
- Romanse – album fortepianowy, Wydawnictwo Muzyczne Contra, Nieporęt 2013, ISBN 83-7215-703-0
- Muzyczna wena – piosenki i pieśni z akompaniamentem fortepianu, Wydawnictwo Muzyczne Contra, Nieporęt 2014, ISBN 83-7215-747-2
- Etiudy na fortepian – zeszyt 2, Wydawnictwo Muzyczne Contra, Nieporęt 2015, ISBN 83-7215-759-6
- 12 amerykańskich tańców na fortepian, Wydawca Agencja Reklamowa TOP, Włocławek 2016, ISBN 978-83-63179-32-8
- Szlakiem wspomnień – utwory na fortepian, Wydawnictwo Muzyczne Contra, Nieporęt 2019, ISBN 83-7215-889-4

## Wydania literackie – wiersze
- Wierszowane życie, wyd. Expol, P.Rybiński, J.Dąbek sp.j we Włocławku, 2004, ISBN 83-89836-15-7
- Spotkania z muzami, wyd. Miejska Biblioteka Publiczna im. Zdzisława Arentowicza we Włocławku, 2007, ISBN 83-922812-5-X
- Wachlarz spojrzeń, wyd. Expol, P.Rybiński, J.Dąbek, Spółka Jawna we Włocławku, 2009, ISBN 978-83-89836-23-6
- Graffiti codzienności, wyd. Miejska Biblioteka Publiczna we Włocławku, 2011, ISBN 978-83-62459-20-9
- Kolaże epizodów, wyd. Miejska Biblioteka Publiczna we Włocławku, 2016, ISBN 978-83-62459-01-8
- W przystani..., wyd. Miejska Biblioteka Publiczna we Włocławku, 2020, ISBN 978-83-62459-09-4

## Wydania literackie – książki
- Szlakiem Dalekich Kontynentów w reportażu, wierszach i fotografii, wspólnie z Barbarą Rybicką, wyd. Agencja Reklamowa TOP we Włocławku, 2018, ISBN 978-83-63179-67-0

## Płyty fonograficzne
- Muzyczne nastroje, 13 utworów fortepianowych, wyd. Państwowa Szkoła Muzyczna I i II stopnia im.Wandy Kossakowej w Sanoku, 2007
- Wojciech Rybicki – Muzyczne fascynacje, 12 utworów autora w aranżacji zespołów muzycznych, wyd. Państwowa Szkoła Muzyczna I i II stopnia w Sanoku, 2014